# Budweiser (USA)
Budweiser je americký světlý ležák vyráběný firmou Anheuser-Busch a je jednou z nejznámějších pivních značek ve Spojených státech. Pivo bylo představeno Carl Conrad & Co. v St. Louis roku 1876.

## Název
Pivovar Anheuser-Busch byl ve sporu s českým pivovarem Budweiser Budvar. Důvodem byl stejný název piv. Sice obě značky mají v názvu Budweiser, americká firma však nemá právo na ochranou známku Budvar. V Evropské unii je pivo prodáváno pod názvem Bud.